# Maude Wayne
Pour les articles homonymes, voir Wayne.
Maude ou Maud Wayne, de son vrai nom Maude Wehn, est une actrice américaine née le 26 mars 1890 à Beatrice (Nebraska) et morte le 10 octobre 1983 à Los Angeles (Californie).

## Filmographie partielle
- 1917 : Honest Thieves de Harry C. Mathews
- 1917 : Innocent Sinners de Herman C. Raymaker
- 1917 : Hula-Hula Land de William Campbell
- 1917 : The Camera Cure de Herman C. Raymaker
- 1917 : A Shanghaied Jonah de William Campbell
- 1917 : The Telephone Belle de Herman C. Raymaker
- 1917 : A Dog's Own Tale de Herman C. Raymaker
- 1918 : Who Is to Blame? de Frank Borzage : Marion Craig
- 1918 : By Proxy de Clifford Smith : Lindy
- 1918 : A Lady Killer's Doom de Herman C. Raymaker
- 1918 : Closin' In de James McLaughlin : Barbara Carlton
- 1918 : A Playwright's Wrong de Herman C. Raymaker
- 1918 : First Aid de Herman C. Raymaker
- 1920 : The Fighting Chance de Charles Maigne : Lydia Vyse
- 1920 : Fixed by George de Eddie Lyons : Helen Davis
- 1920 : Risky Business de Harry B. Harris : Errica
- 1920 : The Fighting Shepherdess de Edward José : Beth
- 1920 : Behold my Wife! de George Melford : Julia Haldwell
- 1921 : The Mysterious Rider de Benjamin B. Hampton : Madge Smith
- 1921 : The Lure of Egypt de Howard Hickman : Millient Mervill
- 1922 : The Gray Dawn de Eliot Howe : Mimi Morrell
- 1922 : Moran of the Lady Letty de George Melford : Josephine Herrick
- 1922 : Shirley of the Circus de Rowland V. Lee : Susan Van Der Pyle
- 1922 : The Bachelor Daddy de Alfred E. Green : Ethel McVae
- 1922 : Le Jeune Rajah (The Young Rajah) de Phil Rosen
- 1923 : The Silent Partner de Charles Maigne : Gertie Page
- 1923 : Les Femmes libres (Prodigal Daughters) de Sam Wood : Connie
- 1923 : Alias The Night Wind de Joseph J. Franz : Katherine Maxwell
- 1923 : The Song of Love de Chester M. Franklin : Maureen Desmard
- 1923 : Her Accidental Husband de Dallas M. Fitzgerald : Vera Hampton
- 1924 : His Forgotten Wife de William A. Seiter : Corinne McRea
- 1925 : When Husbands Flirt de William A. Wellman : Charlotte Germaine
- 1927 : Fashions for Women de Dorothy Arzner : la jeune femme
- 1927 : Held by the Law de Edward Laemmle : Ann